# Schacht IV

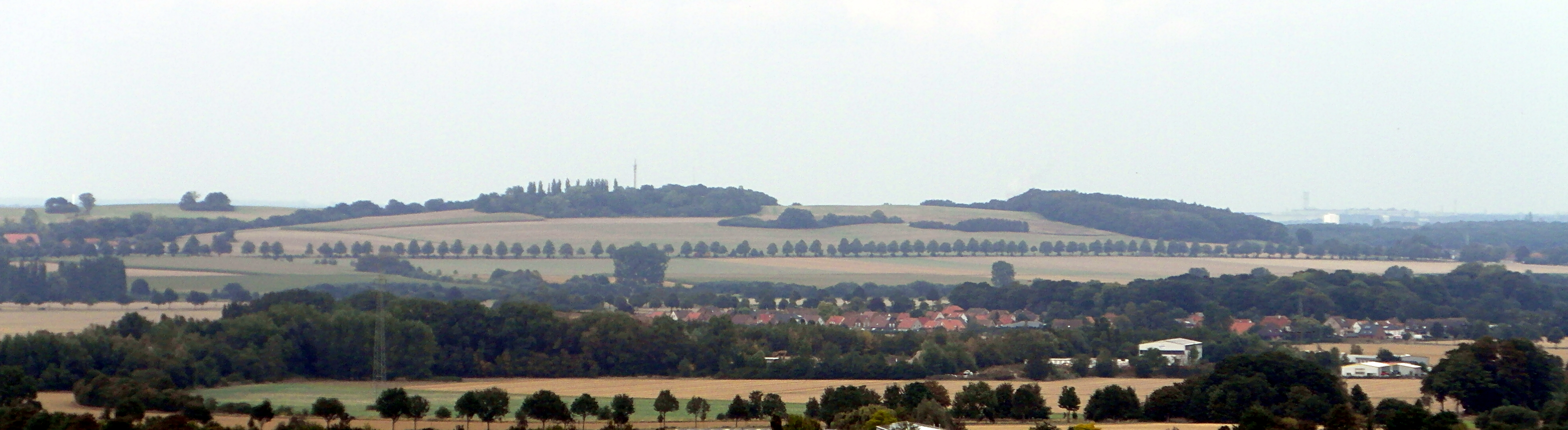
Blick vom Gipfel der Bergehalde im Zechenpark Barsinghausen in Richtung Stemmer Berg über Schacht IV und Eckerde

Schacht IV war der Name eines Bergwerksschachtes im Süden von Großgoltern und ist davon abgeleitet der Name einer daran angrenzenden Ortslage des Stadtteils Eckerde der Stadt Barsinghausen in der Region Hannover in Niedersachsen.

## Geographie
Schacht IV liegt im landwirtschaftlich genutzten Flachland zwischen dem Deister und dem Stemmer Berg etwa 1 km südwestlich von Eckerde und 2 km nordöstlich des Stadtteils Barsinghausen.

## Geschichte

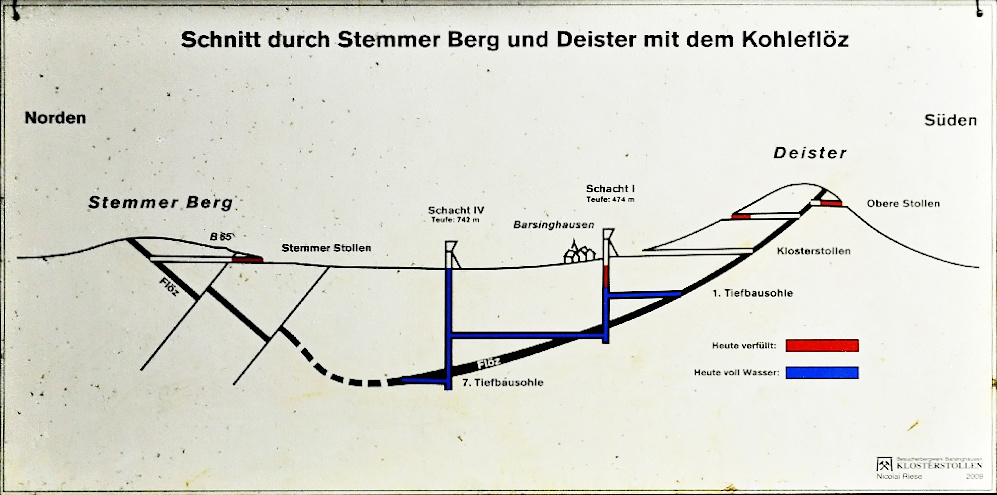
Schnitt durch Stemmer Berg und Deister mit Kohleflöz und Schächten

In den 1930er Jahren betrieb die Preussag auf ihrem aus dem Klosterstollen hervorgegangenen Gelände des Steinkohlenbergwerks Barsinghausen bereits drei Schächte zum Abbau der unter dem Deister und bis zum Stemmer Berg zu findenden Wealdenkohle. Um das zwischen Deister und Stemmer Berg muldenartig fallende Flöz weiter auszubeuten, wurde ab 1939 im Süden der Gemarkung Großgoltern südwestlich des Dorfes Eckerde der etwa 2,5 km von den Schächten I bis III entfernte Schacht IV abgeteuft.▼

### Schacht IV (Großgoltern)
Der 742 m tiefe Schacht IV wurde in nur zweieinhalb Jahren fertiggestellt. Untertage bestand eine Verbindung zum Schacht I.
Während des Zweiten Weltkrieges waren etwa 164 Kriegsgefangene im Schacht IV eingesetzt, die in einem Lager aus fünf Baracken am Nordrand des Geländes einquartiert waren. Die Baracken dienten danach bis Sommer 1945 zur Unterbringung von Displaced Persons.
Im Jahr 1950 entstand ein Gleisanschluss zur Deisterbahn, 1952 ein Kraftwerk. Nachdem die Preussag die Kohleförderung der Zeche Barsinghausen im Februar 1957 aus Rentabilitätsgründen eingestellt hatte, wurde der Schacht in 360 m Teufe mit einem Betonpfropfen verschlossen. und die Kraftwerksgebäude in den Folgejahren abgerissen.

### Nachfolgenutzung

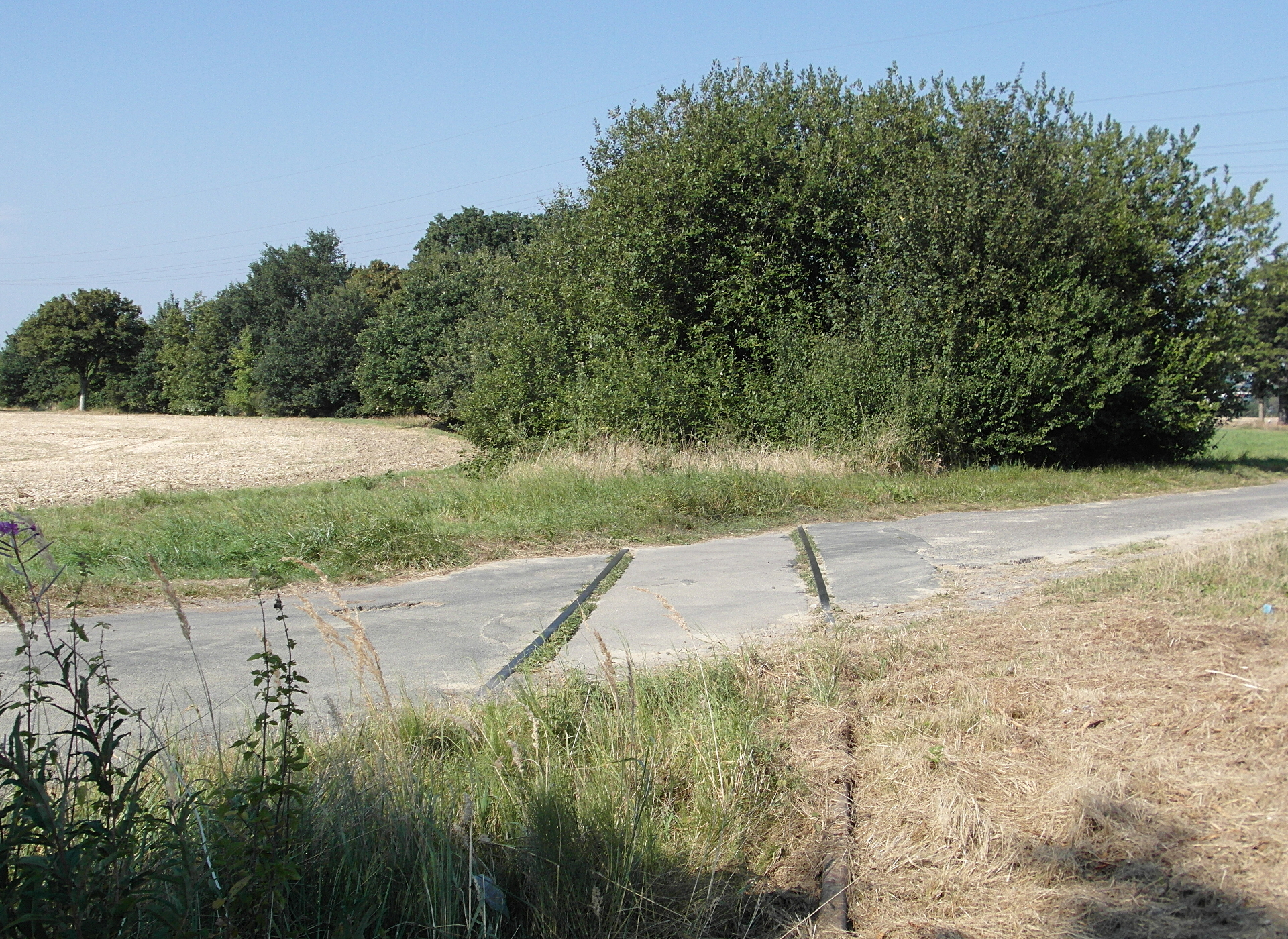
Das zugewachsene Anschlussgleis nach Schacht IV

Auf dem Gelände an der Hannoverschen Straße errichtete Teves (ATE) ein Werk zur Herstellung von Kolbenringen und Ventilen. Nach Eigentümerwechseln zur heutigen Federal-Mogul Valvetrain GmbH ist die Automobilzuliefererbranche weiter hier ansässig. Ein Großteil der etwa 100 m hohen Bergehalde am Ostrand des Schachtgeländes wurde als Wegebaumaterial verwertet. Es verblieb ein etwa 20 m hoher Haldenstumpf als diese Verwendung in den 1970er Jahren wegen Umweltbedenken endete.
Auf dem früheren Gelände des Schachts IV östlich der Hannoverschen Straße und am Gießereiweg liegen 2016 Betriebe von Federal Mogul Valvetrain und Bergmann Automotive sowie ein bereits 1942 errichtetes Umspannwerk.
Die Regiobus Hannover bedient die Haltestelle Gießereiweg im Nordwesten von Schacht IV mit etwa 14 Fahrten der Linie 534.
Die Schienen des Gleisanschlusses sind als Industriestammgleis Barsinghausen noch großteils vorhanden. Die Strecke ist jedoch am Nordrand von Barsinghausen unterbrochen. Der ungenutzte Trassenabschnitt durch die Feldmark nach Schacht IV ist inzwischen mit Bäumen und Gebüschen zugewuchert.

## Schacht IV (Eckerde)

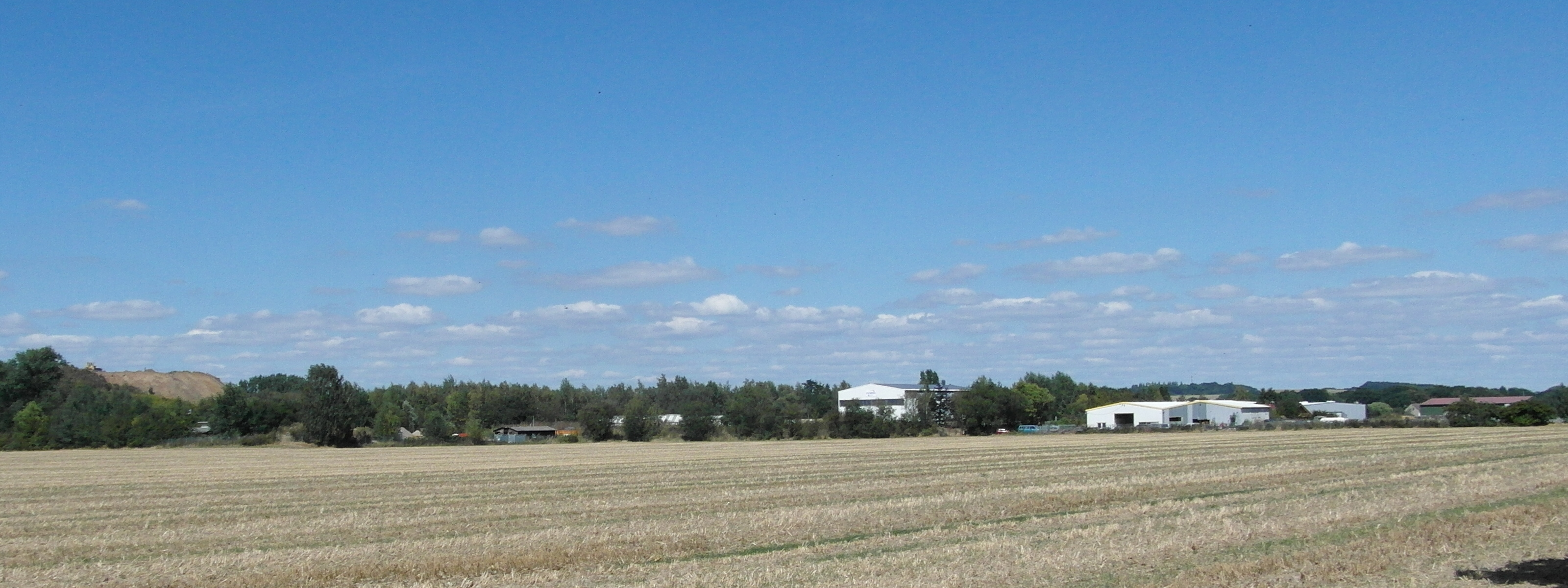
Die Eckerder Ortslage Schacht IV

Auf dem Gebiet des Stadtteils Eckerde ist nordwestlich den Kreisstraße K 239 bis hin zur inzwischen als Erdaushubdeponie genutzten Halde in den letzten Jahrzehnten ein Mischgebiet mit kleineren Gewerbe- und Recyclingbetrieben entstanden.
Das Gebiet ist über eine Stichstraße, die Schacht-IV-Straße, erschlossen.
Zwischen der Ortslage Schacht IV und dem früheren Schachtgelände besteht keine direkte Straßenverbindung.
Die Regiobus Hannover bedient die Haltestelle Eckerde/Uhlenbruch südöstlich von Schacht IV mit der Linie 532 und 6 Abfahrten der Linie 534.

## Umwelt

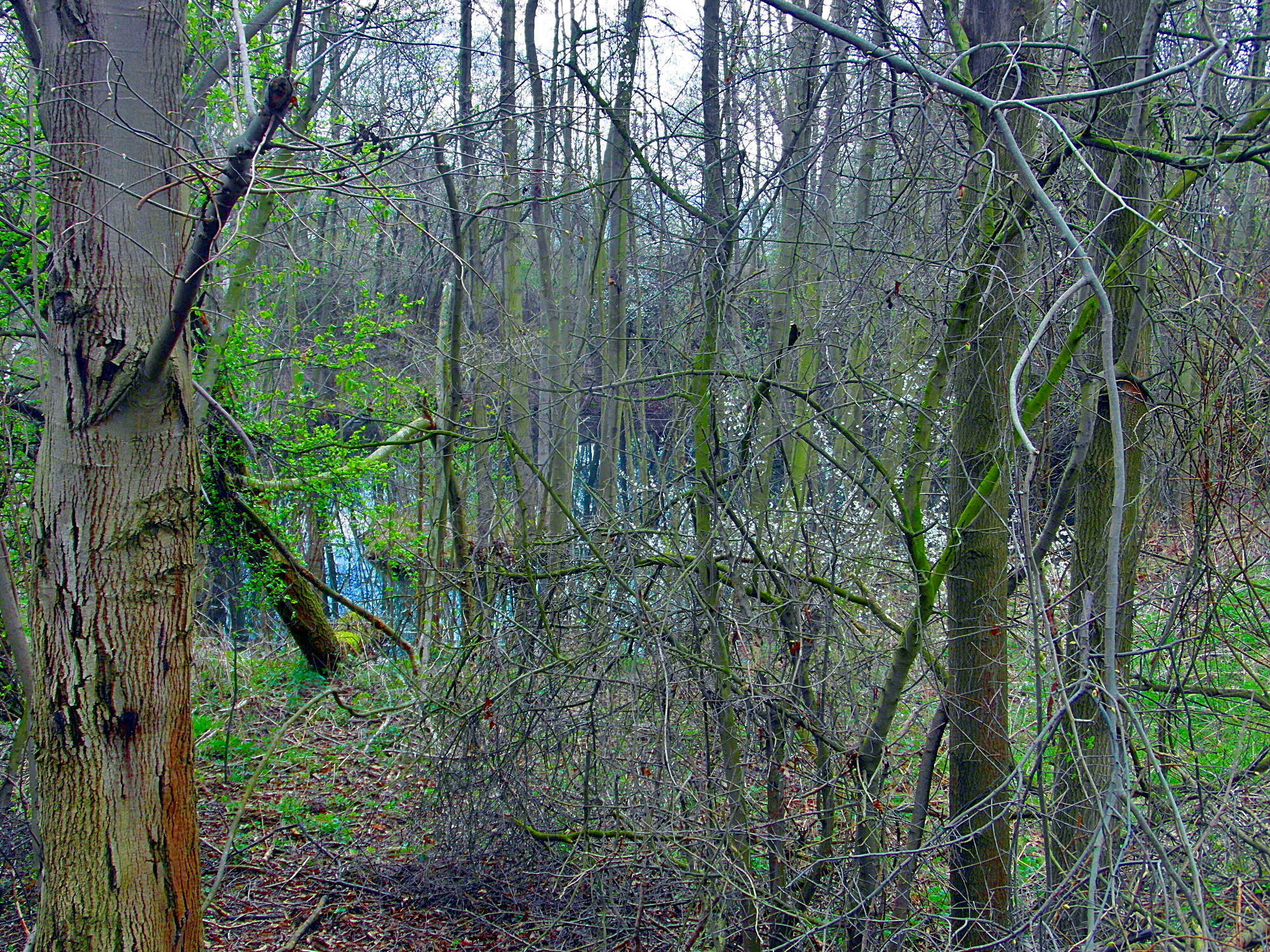
Einer der weitgehend von Jungbäumen zugewachsenen Eckerder Teiche

Östlich der Bergehalde liegt am Rand von Schacht IV mit den Eckerder Teichen der einzige geschützte Landschaftsbestandteil Barsinghausens (Stand 2016). Die Eckerder Teiche wurden am 26. Januar 1989 als bedeutsames Rückzugsgebiet für bedrohte Tierarten und Lebensraum für unterschiedliche Pflanzengesellschaften unter Schutz gestellt.

## Sonstiges
Im Januar 1974 kam es zu einer Überschwemmung des Industriegebiets und der umliegenden Flächen, als Wasser den Verschlusspfropfen von Schacht IV herausgedrückt hatte.

## Belege
1. ↑  
Georg Römhild: Montanindustrie an der Peripherie. Die nordwestdeutsche Wealdenkohle und der frühere Bergbau im Gesamtbergamt Obernkirchen-Barsinghausen. In: Siedlungsforschung. Archäologie - Geschichte - Geographie. Band 16. Verlag Siedlungsforschung Bonn, 1998, S. 284 (kulturlandschaft.org [PDF; 36,4 MB; abgerufen am 20. August 2016]).
2. ↑  
Helge Kister: Zwangsarbeit in Barsinghausen. www.ak-regionalgeschichte.de, archiviert vom Original (nicht mehr online verfügbar) am 24. August 2016; abgerufen am 20. August 2016.
3. ↑  
DER DEISTER-KOHLEBERGBAU. www.klosterstollen.de, 2012, archiviert vom Original (nicht mehr online verfügbar) am 13. August 2016; abgerufen am 20. August 2016.
4. 1 2  
BUS 534. (PDF; 67 kB) RegioBus Hannover, abgerufen am 20. August 2016.
5. ↑  
Industriestammgleis Stadt Barsinghausen (ehem. Anschluss Schacht IV Eckerde). www.deisterstrecke.de, archiviert vom Original (nicht mehr online verfügbar) am 9. August 2016; abgerufen am 20. August 2016.
6. ↑  
BUS 532. (PDF; 80 kB) RegioBus Hannover, abgerufen am 20. August 2016.
7. ↑  
Eckerder Teiche. In: Geographisches Informationssystem der Region Hannover. Region Hannover, abgerufen am 20. August 2016.
8. ↑  
vom Förderverein Besucherbergwerk Barsinghausen e. V. an der Hannoverschen Straße beim ehemaligen Schacht IV aufgestellte Infotafel

Koordinaten: 52° 18′ 58,3″ N, 9° 30′ 16,2″ O